# 飢餓作戦

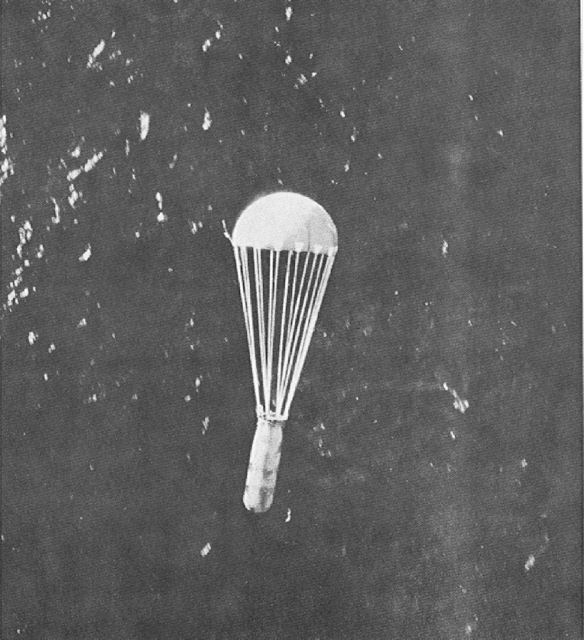
B-29爆撃機から投下されたパラシュート付きのMk26機雷。

飢餓作戦（きがさくせん、Operation Starvation）または餓死作戦は、太平洋戦争末期にアメリカ軍が行った日本周辺の機雷封鎖作戦の作戦名である。この作戦はアメリカ海軍が立案し、主にアメリカ陸軍航空軍の航空機によって実行された。日本の内海航路や朝鮮半島航路に壊滅的打撃を与え、戦後も海上自衛隊の戦術思想や日本の海運に影響を残した。

## 背景

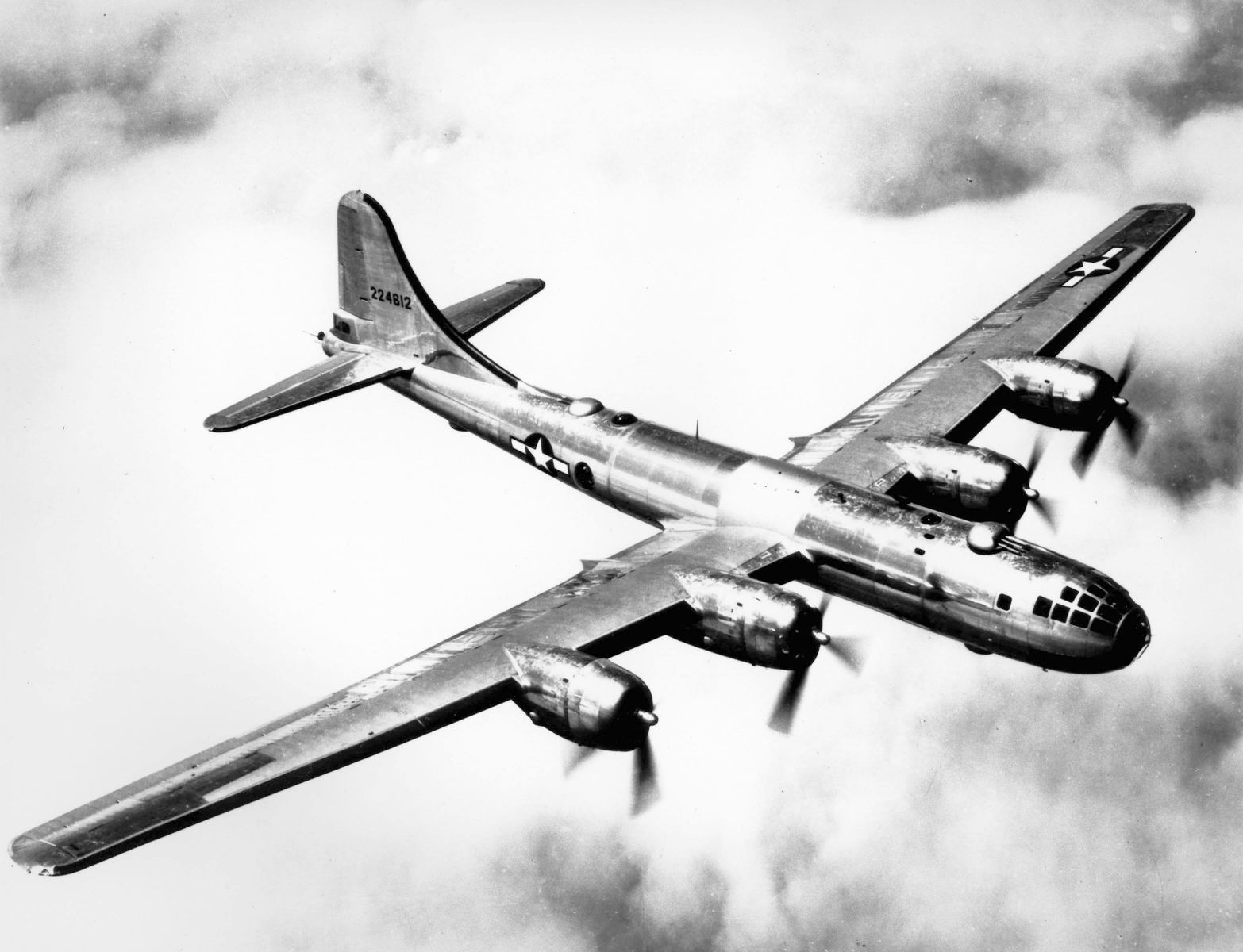
飛行中のB-29爆撃機。

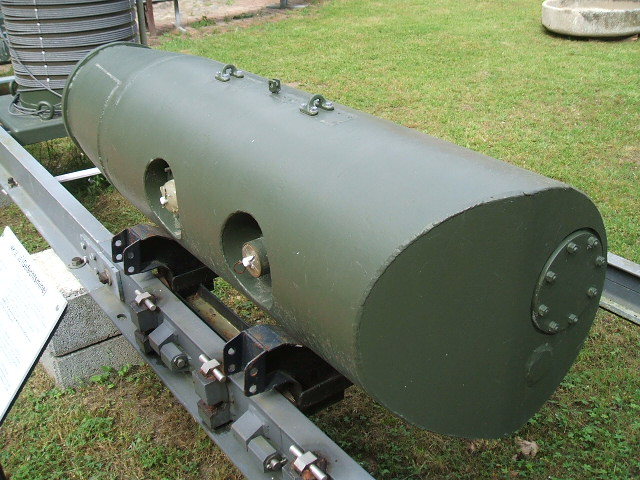
Mk25もしくはMk36機雷。

1945年（昭和20年）3月下旬、沖縄諸島への連合国軍侵攻が迫り、日本の東南アジア方面との南方航路は閉鎖に追い込まれた。これにより、日本に残されたシーレーンは、大連など華北との航路と、羅津など朝鮮半島に向かう航路のほか、本土内航路のみとなった。これらの残存航路では、本土決戦に向けた部隊・軍需物資の本土集結と、国民生活に必要な食糧や石炭の輸送が行われていた。特に、雑穀や塩、石油代用の穀物油の輸入（日本領、外地からの移入）が重要視されていた。
連合国側は、日本のシーレーンに対する通商破壊を主に潜水艦と航空機によって行ってきた。特にアメリカ海軍の潜水艦は多大な成果を上げていたが、残された航路が沿岸に限られてくると、潜水艦による攻撃は難しくなってきていた。そこで、チェスター・ニミッツ元帥率いるアメリカ海軍が中心となって日本本土周辺に対する機雷による海上封鎖作戦が立案され、「飢餓作戦」と命名された。アメリカ陸軍航空軍の第20空軍所属のB-29爆撃機が、マリアナ諸島から出撃して敷設任務の主力を担当することになった。これまでもパラオ大空襲などで航空機雷の投下が一定の成果を上げていたが、本作戦は戦史上でも空前の規模の攻勢機雷作戦であった。
当時のアメリカ海軍が開発していた機雷は、Mk25機雷など直接に接触しないでもセンサーに反応して起爆する感応機雷であった。起爆方式の違いにより、時限磁気起爆式のM4やM11、磁気・音響・水圧の各種起爆方式の互換性を持つM9、磁気・水圧併用のA6などに分類され、複数回の反応が無いと起爆しない機構を持つものもあり、これらの各種感応機雷が混合使用されることになった。水深約27 m までの海域には1000ポンド級のMk26機雷・Mk36機雷、それより深い水深約46 m までの海域には2000ポンド級のMk25機雷が使用された。対する日本海軍は、二式掃海具や五式掃海具などによって磁気機雷に対しては一応の掃海能力を有しており、音響機雷の一部も発音弾で処理が可能であったが、水圧機雷や低周波音響機雷に対しては有効な掃海手段を持たなかった。海底掃海具を引きずって機雷をひっかけて転がし、水圧の変化で偶然に作動することを期待する程度で、これとて海底が平坦な砂地の場合にしか使用できなかった。

## 経過

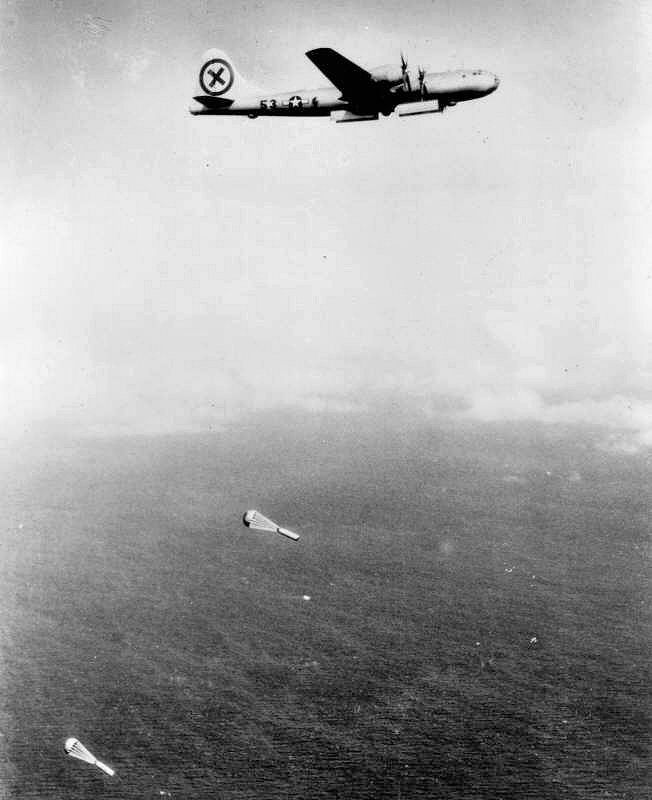
パラシュート付きの機雷を投下する第313爆撃団所属のB-29。

1944年（昭和19年）11月から、第20空軍では隷下の第21爆撃集団に属する第313爆撃団に対し、機雷敷設訓練を開始させた。同年12月にはアメリカ海軍の機雷専門家が、B-29の出撃拠点であるテニアン島へ作戦準備のため派遣された。テニアン島には機雷用の弾薬庫が建設され、1945年（昭和20年）2月20日までに1500個の機雷が備蓄された。
1945年（昭和20年）3月27日、第1期作戦として関門海峡周辺や瀬戸内海西部への機雷投下が開始された。第1期作戦は沖縄戦と連動したもので、呉軍港や宇品港から日本軍の救援部隊が沖縄に向かうのを妨害する目的があった。27日夜に磁気機雷を中心とした約1350個が投下された。驚いた日本側は関門海峡を2日間の通航禁止として掃海を行ったが、アメリカ軍は30日夜にも450個の追加投下を行った。その後も4月12日まで第1期作戦は続き、のべ246機により総計2030個の機雷が敷設された。これらの機雷により、4月6日までに8隻の500総トン級以上の船が沈没し、5月2日までには沈没19隻、損傷39隻に上った。
対する日本軍も関門海峡を大陸方面航路の集束点や九州産石炭の阪神工業地帯への輸送路として重視しており、防衛に努めた。当時の関門海峡は日本の海上交通量の40 % が通過する重要地点であった。日本海軍は関門海峡・対馬海峡の通商保護を主任務とする第7艦隊を新設して掃海を行わせるとともに、佐伯海軍航空隊の一部をB-29の迎撃に充てた。日本陸軍も小月飛行場に防空戦闘機部隊を配置するとともに後には大阪市周辺から高射砲部隊を移駐させた。だが、夜間に進入するB-29の迎撃はレーダーの不備な日本軍にとって困難で、機雷投下を阻止するには遠く及ばなかった。
5月3日 - 12日には第2期作戦が実施された。攻撃目標は関門海峡に加えて、東京港・大阪港・神戸港・名古屋港などの太平洋岸・瀬戸内海の主要港とされた。第2期作戦では1422個の機雷が使用され、中でも約半数を占める水圧機雷の投入が威力を発揮した。関門海峡は大型船の通航が不可能となり、それまで比較的機能していた大阪港・神戸港も使用不能となった。小型船でも安全ではなく、関門海峡通過時には平均で1/3が沈没した。関門海峡の1日あたりの交通量は、3月には40隻であったのが、5月末には2 - 4隻に激減した。なお、大型船の通航停止後、安全な日本海で使用するために強行突破させた例がある。
5月13日 - 6月6日の第3期作戦では、北部九州を中心に日本海側の諸港が標的とされた。関門海峡への攻撃も続き、15回の投下があった。1313個の機雷が敷設され、ごく少数ながら掃海不能の低周波音響機雷まで使用された。第2期作戦と第3期作戦の影響で機雷による日本商船の被害は激増し、5月の機雷による沈没商船は66隻（約11万総トン）で潜水艦や航空機による損害を上回った。損傷船も31隻（約10万6千総トン）に達した。6月7日からは沖縄を基地とする海軍機PB4Y-2も参加した第4期作戦が始まり、同様の攻撃が続いた。陸軍機により3542個、海軍機により186個の機雷が敷設された。この間、危機感を覚えた日本軍は5月21日に陸海軍技術運用委員会に機雷専門部会を設置して新型感応機雷の掃海技術開発に努めたが、有効な手段を見出すことができなかった。
日本軍は潜水艦による被害も多い東シナ海経由の門司 - 華北航路を6月に閉鎖する一方、日本海側の諸港を拠点として、なおも朝鮮半島との航路だけは維持しようと試みた。しかし、7月9日からの第5期作戦ではアメリカ軍は日本の完全封鎖を目標とし、硫黄島の飛行場も帰路の中継基地として活用することで行動半径を伸ばしたため、朝鮮半島にまで本格的に攻撃が及ぶようになった。舞鶴港や新潟港、船川港、朝鮮半島の釜山港などが機雷投下を受け、特に満州からの食糧積み出し拠点だった羅津が420個を集中投下されている。計3746個の機雷が使用された。

## 結果

### 軍事的成果
飢餓作戦で出撃したB-29爆撃機は延べ1529機で、投下された機雷の総数は12135個ないし12239個に上った。作戦期間中に機雷で沈没した日本商船は約30万総トン、損傷船も約40万総トンに達したのに対し、アメリカ軍の損害はわずか15機喪失（損耗率1%未満）であった。延べ出撃機数は、日本本土空襲を担当した第21爆撃集団のB-29全体の約5.7 % にとどまり、効率的な作戦だったと評価されている。
飢餓作戦は日本の最後のシーレーンを麻痺させた。瀬戸内海は機帆船などの小型船以外は航行不能となった。特に日本の5大港のうち残存していた大阪港と神戸港が封鎖されたことは、荷役能力を大きく低下させたばかりでなく造船能力も低下させて損傷船の復旧を遅らせた。潜水艦の魚雷攻撃と異なり、機雷では大型船は損傷しても沈没は免れることが多かった。しかし、修理設備のある港湾も機雷封鎖されると修理できずに船腹が減少した。機雷の危険を避けるために沖に出て航行すれば、今度は潜水艦の餌食となった。
朝鮮半島との日本海航路の遮断は満州方面からの雑穀や塩の輸送を妨げ、本土の日本国民を文字通り飢餓状態に陥らせた。食糧事情の悪化は日本政府に暴動の発生を恐れさせるほどであり、飢餓作戦と並行して鉄道網への攻撃が本格的に行われていれば、日本はもっと早期に降伏していたとの見方もある。

### 日本側の対応と被害

#### 掃海活動
日本海軍は、磁気機雷、水圧機雷、音響機雷など多種多様な機雷が混在して投下されたため、掃海作業に極度の困難をきたした。特に水圧機雷に対する有効な掃海手段を持たず、関門海峡では一時、航行可能な船舶が皆無となる事態に陥った。海軍は掃海艇だけでなく、駆逐艦や哨戒艇、さらには徴用した多数の漁船を投入して必死の掃海活動を続けたが、作業中に触雷して沈没する艦艇も後を絶たなかった。これらの掃海活動は、機雷の脅威を完全に排除するには至らず、限定的な航路啓開にとどまった。

#### 国内輸送への影響
飢餓作戦による海上輸送の麻痺は、日本の継戦能力に致命的な影響を与えた。関門海峡の封鎖により、九州からの石炭輸送が激減し、阪神工業地帯の工場は深刻なエネルギー不足に陥った。また、食料輸送も停滞し、特に都市部における食糧事情は極度に悪化した。戦争末期の日本の生産力低下と社会の混乱は、この飢餓作戦によって決定的なものとなったとされる。

### 戦後への影響

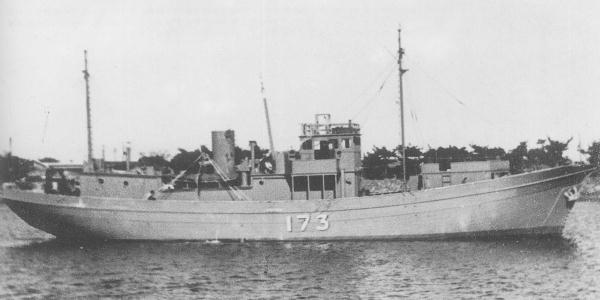
日本海軍の第一号型哨戒特務艇。飢餓作戦に対抗して掃海任務に従事した。専用の掃海艇・掃海特務艇は船体が鋼製だったため、磁気機雷の掃海には使用できず木製の駆潜特務艇や哨戒特務艇が代用された。

まもなく日本の降伏により太平洋戦争は終結したが、飢餓作戦で投下された機雷は約6600個が日本周辺海域に残存し、戦後も日本の海運に影響を与えた。舞鶴港で貨客船が触雷沈没し549名が死亡した浮島丸事件（1945年8月24日）、475名が死亡した室戸丸の沈没事故（同年10月7日）、183名死亡の女王丸の沈没事故（1948年1月28日）などが起きている。1950年（昭和25年）までに118隻（掃海艦艇含む）が触雷し、うち55隻が沈没している。
そのため第二復員省・海上保安庁に所属する旧日本海軍艦艇を使い、田村久三元海軍大佐を責任者として戦後も掃海活動（航路啓開業務）が続けられた。投入兵力は1952年までで艦艇360隻・人員1万9000人に及んだ。日本海軍が防御用に敷設していた係維式機雷約55000個の処理も同時に行われた。アメリカ海軍部隊も最終安全確認や外洋の機雷堰の処分を中心に活動した。日本の掃海部隊では、1949年（昭和24年）5月23日の掃海船「MS-27」（旧第百五十四号哨戒特務艇）の沈没まで計30隻が損害を受けたほか、それ以降も少なくとも5隻が損害を受け、1952年までに殉職者78名・負傷者200名以上を出した。なお、このように日本の海上保安庁は掃海経験が豊富であったため、朝鮮戦争に際しては特別掃海隊として国連軍指揮下で動員され、朝鮮半島沿岸での機雷処理を行うことにもなった。
アメリカ軍から日本当局への口頭説明では、1950年（昭和25年）8月までに機雷は機能停止すると伝えられていた。しかし、水圧機雷や音響機雷は実際に1946年（昭和21年）中に死滅状態となったものの、磁気機雷には時限式の自滅装置が備えられていなかった。また、感応装置が機能停止した後も、鋭敏なトーペックス炸薬はわずかな衝撃で爆発する危険が残った。したがって、未回収の機雷による事故はその後も続いた。例えば1972年（昭和47年）5月26日には新潟港で浚渫船海麟丸が触雷沈没し2名が死亡、45名が負傷している。1972年当時でも敷設海域の7 ％ が未処理で、海底土中に埋まったと思われるものを中心に機雷5062個が未確認であった。
21世紀に入っても、海上自衛隊は自衛隊法84条の2に基づく機雷処理業務を続けており、1999年から2008年にかけても年平均4個を処理している。一例として、2010年（平成22年）5月29日には神戸港沖で浚渫工事に従事していた潜水士が埋没していた機雷を発見、6月12日に爆破処理された。2006年（平成18年）には掃海済み海域が約99％となっている。